# Zimní stadion Nikolajka
Zimní stadion Nikolajka je bývalý sportovní stadion s ledovou plochou v Praze na Smíchově v ulici U Nikolajky původně postavený pro zimní sporty lední hokej a krasobruslení. Využíval jej hokejový klub HC Smíchov 1913, Krasobruslařský klub Stadion Praha i veřejnost.

## Historie
Stadion byl vybudován v roce 1961 a měl být otevřen do zahájení Mistrovství světa v krasobruslení konaném v tomto roce v Praze. To bylo zrušeno po letecké havárii 15. února 1961, při které zemřeli členové amerického krasobruslařského týmu. Stadion byl v 60. letech 20. století opravován, v roce 1968 zastřešen a měl být otevřen v únoru 1969 na Mistrovství světa v ledním hokeji konaném v Praze (zrušeno). Začátkem 70. let byl uzavřen až do konce roku 1973, kdy jeho zastřešení prošlo rekonstrukcí.

### Po roce 1989
Klub HC Smíchov založený ve Zbraslavi zde odehrával své domácí zápasy od 90. let 20. století.
V roce 2022 jeho provozovatelé zimní činnost ukončili z důvodu zastaralé technologie chlazení plochy, nedostatku náhradních dílů a skokového růstu cen energií. Od května téhož roku je využíván na inline hokej. Od 27. listopadu 2023 trénuje oddíl HC Smíchov 1913 i krasobruslaři v nové hale v Jinonicích.